# Urapidil
L'urapidil è un agente antiipertensivo che esercita la propria attività farmacologica mediante il blocco del recettore periferico α1.
Il farmaco ha tuttavia anche una significativa attività sulla regolazione della pressione arteriosa e del tono simpatico a livello centrale.
A questo livello agisce da antagonista del recettore adrenergico α1 e da agonista nei confronti dei recettori serotoninergici 5-HT1A localizzati nel midollo rostrale ventrolaterale. 
Questi effetti si traducono in una diminuzione delle resistenze periferiche e della pressione diastolica e sistolica. Diversamente da altri antagonisti del recettore periferico adrenergico α1 il farmaco non determina tachicardia riflessa e questo può essere correlato alla sua debole attività β1 antagonista ed al suo debole effetto vagale a livello cardiaco.
Il farmaco non produce di solito alterazioni a livello del metabolismo lipidico e del glucosio. Si è dimostrato efficace in tutti i gradi di ipertensione, dando luogo a una diminuzione pressoria rapida e di lunga durata, apparentemente senza sviluppo di tolleranza e di effetto rebound.

## Farmacocinetica
Dopo somministrazione orale il farmaco è rapidamente assorbito e presenta una biodisponibilità del 70-80%.
La concentrazione plasmatica massima si ottiene entro 30-60 minuti, se il farmaco è somministrato come soluzione e.v., o entro 3-4 ore se somministrato in forma di capsule. L'urapidil viene rapidamente distribuito nell'organismo (emivita di distribuzione pari a 35 minuti) e si lega alle proteine plasmatiche per l'80%.
Il metabolismo a livello epatico è rapido e produce principalmente i derivati p-idrossilato, N-demetilato e O-demetilato. Il metabolita p-idrossilato è quello quantitativamente più rappresentato ma ha un effetto a-bloccante piuttosto limitato, mentre il derivato N-demetilato ha un'azione a-bloccante analoga a quella dell'urapidil. 
L'emivita di eliminazione è di 4,7 ore in seguito a somministrazione orale e di 2,7 ore in seguito a somministrazione endovenosa.
Il farmaco viene escreto nelle urine per il 30-50%, principalmente in forma di metaboliti, e per il 20% circa in forma immodificata; la quota restante è eliminata nelle feci.
Dopo somministrazione orale la clearance renale è di 1,8 l/ora e quella totale di 12 l/ora.

## Tossicità
Il valore della DL50 nel ratto e nel topo maschio è rispettivamente di 550 e 750 mg/kg per via orale e di 145 e 260 mg/kg per via endovenosa.

## Usi clinici
Il farmaco viene impiegato nel trattamento di tutte le forme di ipertensione arteriosa e anche nelle emergenze ipertensive. È stato usato con successo anche in associazione con β-bloccanti, diuretici, idralazina o captopril.
Il farmaco può essere potenzialmente utile nel trattamento della preeclampsia e dell'eclampsia e nel trattamento dei pazienti con insufficienza cardiaca congestizia o di quelli che stanno per subíre un by-pass coronarico.
È stato anche somministrato nel trattamento dell'ipertensione in corso di interventi chirurgici.
Grazie all'azione centrale del farmaco l'urapidil presenta una migliore tollerabilità rispetto alla prazosina e non determina sincope da prima dose.
L'urapidil viene impiegato nel trattamento dell'ipertensione in dosi di 30–90 mg due volte al giorno per via orale. Nel trattamento delle emergenze ipertensive viene somministrato per via endovenosa alla dose iniziale di 25 mg per iniezione lenta (20 secondi), seguita da un'infusione di 9–30 mg per ora. 
Nei pazienti anziani o con insufficienza epatica le dosi devono essere ridotte a causa dell'aumento dell'emivita del farmaco.

## Effetti collaterali
L'urapidil è di norma ben tollerato e gli effetti collaterali sono normalmente transitori e più frequenti all'inizio della terapia.
Si possono produrre vertigini, nausea, cefalea, stanchezza, palpitazioni, ipotensione ortostatica, nervosismo, prurito e reazioni allergiche cutanee.
È consigliabile che l'urapidil sia assunto a stomaco pieno per ridurre gli effetti a carico del tratto gastrointestinale.
Il farmaco deve essere usato con cautela nei pazienti anziani e in quelli affetti da insufficienza epatica grave avendo cura di ridurre la posologia. L'urapidil non deve essere somministrato per via endovenosa nei pazienti affetti da stenosi aortica.
Il trattamento e.v. non deve durare più di 7 giorni. In caso di anestesia generale per interventi chirurgici o di anestesia praticata con agenti potenzialmente ipotensivi, l'urapidil può indurre un grado di ipotensione che deve essere corretto mediante espansione della volemia.
Anche se nell'animale il farmaco non si è dimostrato teratogeno, nella specie umana non è stata provata la sua innocuità né in gravidanza né durante l'allattamento.
L'urapidil associato con i β-bloccanti provoca un potenziamento dell'effetto ipotensivo.
Può potenziare inoltre l'effetto degli antidepressivi.